# FC Astra Giurgiu
Asociația Fotbal Club Astra Giurgiu rumunjski je nogometni klub iz grada Giurgiu. Trenutačno se natječe u Ligi I, najvišoj razini rumunjskog klupskog nogometa.
Klub je osnovan 1921. godine u Ploieștiu kao Clubul Sportiv Astra-Română.  Većinu svog postojanja proveo je u nižim rangovima rumunjskog nogometa. Godine 1990. Ioan Niculae postao je vlasnik kluba. Od tada Astra počinje ostvarivati uspjehe. U sezoni 1997./98. ostvaruje plasman u Ligu I. U rujnu 2012. godine klub prelazi iz Ploieștia u Giurgiu. U europskim natjecanjima Astra je prvi put igrala u sezoni 2013./14. kada je u okviru Europske lige igrao protiv Domžalea. U sezoni 2015./16. osvaja domaće prvenstvo po prvi put.
Tradicionalne boje kluba su crna i bijela. Najveći rival kluba je Petrolul Ploiești. Od 2012. godine domaće utakmice igra na stadionu Stadionulu Marin Anastasovici.

## Imena kroz povijest
- 1921. – 1934.: Clubul Sportiv Astra-Română
- 1934. – 1937.: Astra Română Câmpina
- 1937. – 1938.: Astra Română Ploiești
- 1938. – 1945.: Colombia Ploiești
- 1945. – 1959.: Astra Română Ploiești
- 1959. – 1990.: Rafinorul Ploiești
- 1990. – 1996.: CS Astra Ploiești
- 1996. – 1998.: AS Danubiana Ploiești
- 1998. – 2005.: SC FC Astra Ploiești
- 2005. – 2007.: CSM Ploiești
- 2007. – 2009.: FC Ploiești
- 2009. – 2012.: FC Astra Ploiești
- 2012. – danas: FC Astra Giurgiu

## Uspjesi
- Liga I
  -  (1): 2015./16.
  -  (1): 2013./14.
- Liga II
  -  (1): 1997./98.
  -  (1): 2008./09.
- Liga III
  -  (1): 2007./08.
- Cupa României
  -  (1): 2013./14.
  -  (2): 2016./17., 2018./19.
- Supercupa României
  -  (2): 2014., 2016.

## Poznati igrači
- Gheorghe Andronic
- Dario Čanađija
- Toni Gorupec
- Alexandru Mățel
- Filip Mrzljak

## Vanjske poveznice
- Službena web-stranica  Arhivirana inačica izvorne stranice od 2. travnja 2021. (Wayback Machine)